# ۳۱ مارس
۳۱ مارس نودمین (در سال‌های کبیسه نود و یکمین) روز سال در گاه‌شماری میلادی است. ۲۷۵ روز تا پایان سال باقی‌است.

## رویدادها
- ۱۸۸۹ - گشایش رسمی برج ایفل در پاریس.

سالگرد قتل عام و نسل کشی ترک‌های آذربایجان توسط ارامنه و بلشویک‌ها در سال ۱۹۱۸،

## زادروزها
- ۱۵۹۶ - رنه دکارت، ریاضی‌دان و فیلسوف فرانسوی
- ۱۷۳۲ - یوزف هایدن، موسیقیدان اتریشی
- ۱۸۰۹ - ادوارد فیتزجرالد، شاعر انگلیسی و نخستین برگردانندهٔ رباعیات عمر خیام به انگلیسی
- ۱۸۸۱ - روژه مارتن دوگار، نویسندهٔ فرانسوی و برندهٔ جایزه نوبل ادبیات
- ۱۹۱۴ - اکتاویو پاز، شاعر، نویسنده، دیپلمات و منتقد مکزیکی و برندهٔ جایزه نوبل ادبیات
- ۱۹۲۴ - لئو بوسکالیا، استاد دانشگاه، نویسنده و سخنران آمریکایی ایتالیایی‌تبار
- ۱۹۳۵ - هرب آلپرت، نوازندهٔ ترومپت آمریکایی
- ۱۹۴۸ - ال گور، سیاستمدار آمریکایی و برنده جایزه صلح نوبل
- ۱۹۵۵ - انگوس یانگ، موسیقی‌دان استرالیایی زادهٔ اسکاتلند و لیدگیتاریست گروه راک ای‌سی/دی‌سی
- ۱۹۷۲ - آلخاندرو آمنابار، کارگردان اسپانیایی

## درگذشت‌ها
- ۱۶۲۱ - فیلیپ سوم اسپانیا، پادشاه اسپانیا و پرتغال
- ۱۷۲۷ - آیزاک نیوتن، فیزیک‌دان، ریاضی‌دان و فیلسوف انگلیسی
- ۱۸۵۵ - شارلوت برونته، نویسندهٔ انگلیسی
- ۱۸۸۰ - هنریک وینیاوسکی، آهنگساز، نوازنده ویلن و آموزگار موسیقی لهستانی
- ۱۹۹۳ - براندون لی، هنرپیشهٔ آمریکایی و فرزند بروس لی

## اعیاد
- روز جهانی بکاپ[۱]